# Rüti bei Lyssach
Rüti bei Lyssach ist eine politische Gemeinde im Verwaltungskreis Emmental des Schweizer Kantons Bern.

## Geographie

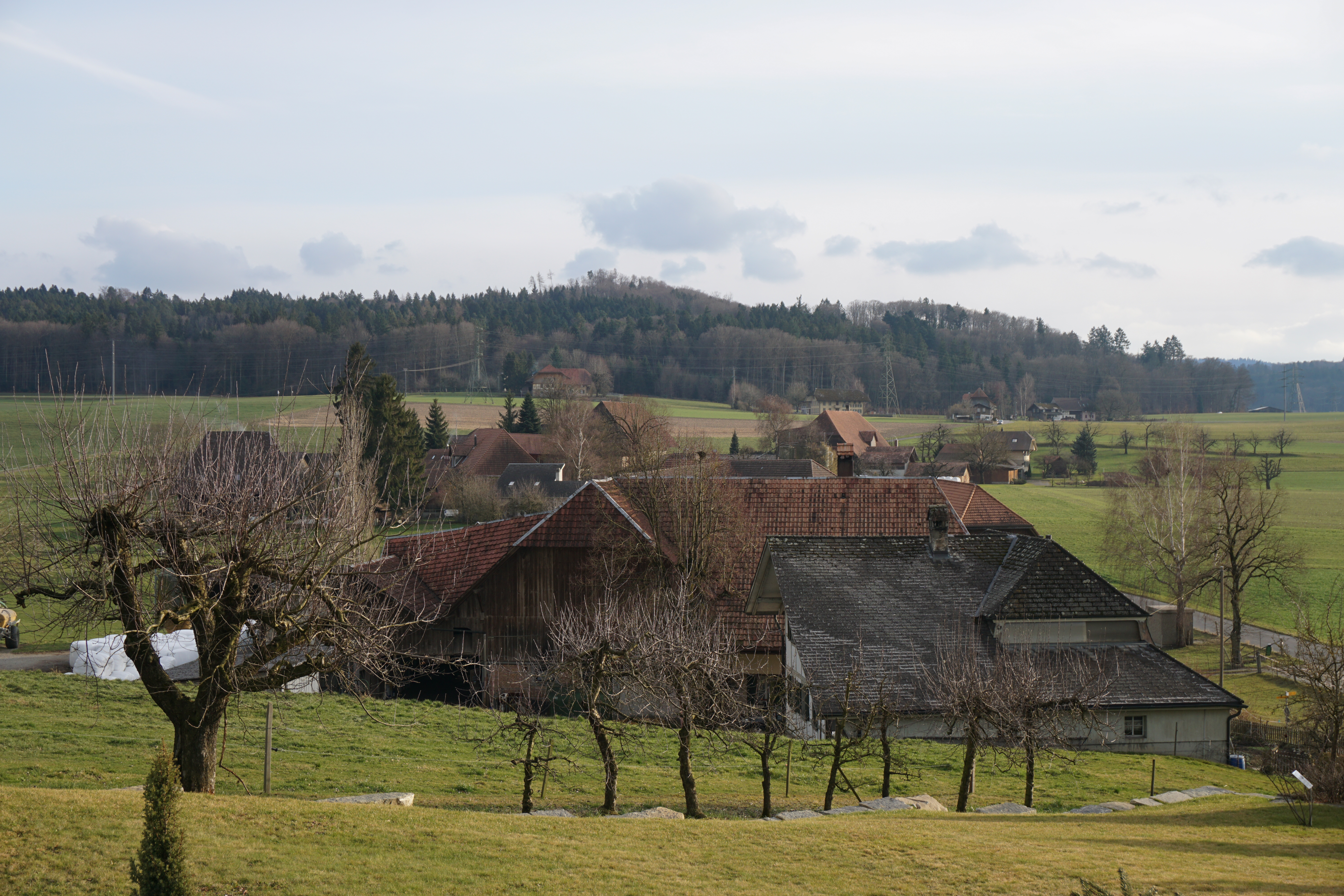
Bauernhäuser in Rüti

Rüti bei Lyssach liegt auf 523 m ü. M., 4 km westlich der Stadt Burgdorf (Luftlinie). Das kleine Bauerndorf erstreckt sich in einer Talmulde am südlichen Rand der Schwemmebene der Emme, am Fuss der Molassehügel des höheren Schweizer Mittellandes.
Die Fläche des 1,3 km² grossen Gemeindegebiets umfasst einen leicht gewellten Abschnitt des zentralen Berner Mittellandes. Der Hauptteil wird von der rund 1,5 km langen und 0,5 km breiten Mulde von Rüti eingenommen, die durch einen Bach nach Norden zur Emme entwässert wird. Im Norden wird diese Talmulde vom Räbberg und dem Binzberg (551 m ü. M.), im Westen vom Büelhölzli und im Süden vom Schneiteberg flankiert. Am Nordhang des Schneiteberges wird mit 590 m ü. M. der höchste Punkt von Rüti bei Lyssach erreicht. Nach Osten erstreckt sich der Gemeindeboden bis auf die Anhöhe des Rohrmishubels. Von der Gemeindefläche entfielen 1997 9 % auf Siedlungen, 11 % auf Wald und Gehölze und 80 % auf Landwirtschaft.
Zu Rüti bei Lyssach gehören mehrere Hofgruppen und Einzelhöfe. Nachbargemeinden von Rüti bei Lyssach sind Lyssach, Burgdorf, Oberburg und Hindelbank.

## Bevölkerung
Mit 163 Einwohnern (Stand 31. Dezember 2023) gehört Rüti bei Lyssach zu den kleinsten Gemeinden des Kantons Bern. Im Jahr 2000 waren von den Bewohnern 97,4 % deutschsprachig, 0,6 % französischsprachig, und 0,6 % sprachen Spanisch (Stand 2000). Die Bevölkerungszahl von Rüti bei Lyssach belief sich 1850 auf 132 Einwohner, 1900 auf 128 Einwohner. Im Verlauf des 20. Jahrhunderts pendelte die Bevölkerungszahl stets im Bereich zwischen 100 und 140 Einwohnern, wies aber in den letzten Jahren eine steigende Tendenz auf.

## Politik
Rüti bei Lyssach wird im Wahlarchiv des Kantons Bern gemeinsam mit seiner Nachbargemeinde Mötschwil erfasst.
Die Wähleranteile der Parteien anlässlich der Nationalratswahlen 2023 betrugen:  SVP 37,7 % (−9,0 %), Mitte 13,7 % (+3,4 %), SP 11,7 % (+6,2 %), GPS 10,2 % (−9,4 %), EVP 9,4 % (+5,0 %), FDP 6,8 % (+2,6 %), EDU 5,4 % (+4,5 %), glp 2,7 % (−2,6 %).

## Wirtschaft
Rüti bei Lyssach war bis in die zweite Hälfte des 20. Jahrhunderts ein vorwiegend durch die Landwirtschaft geprägtes Dorf. Heute haben der Ackerbau, der Obstbau und die Viehzucht einen kleinen Stellenwert in der Erwerbsstruktur der Bevölkerung. Ausserhalb des primären Sektors sind nur sehr wenige Arbeitsplätze im Dorf vorhanden. Die meisten Erwerbstätigen sind Wegpendler, die hauptsächlich in der näheren Region (Bern-Burgdorf) arbeiten.

## Verkehr
Die Gemeinde liegt etwa 500 m neben der alten Hauptstrasse von Bern via Hindelbank nach Burgdorf. Der nächste Anschluss an die Autobahn A1 (Bern–Zürich) befindet sich rund 3 km vom Ortskern entfernt. Anschluss an den öffentlichen Verkehr bietet die Bahnstation Lyssach, rund 1,5 km vom Ortskern entfernt.

## Geschichte
Die erste urkundliche Erwähnung des Ortes erfolgte 1346 unter dem Namen Rüti. Der Ortsname geht auf das althochdeutsche Wort riod (Rodung) zurück. Im Mittelalter unterstand Rüti bei Lyssach der Oberhoheit der Grafen von Kyburg. Nachdem das Dorf 1406 unter die Herrschaft der Berner gelangt war, wurde es 1471 dem Schultheissenamt Burgdorf zugeteilt. Nach dem Zusammenbruch des Ancien Régime (1798) gehörte Rüti bei Lyssach während der Helvetik zum Distrikt Burgdorf und ab 1803 zum Oberamt Burgdorf, das mit der neuen Kantonsverfassung von 1831 den Status eines Amtsbezirks erhielt.

## Sehenswürdigkeiten
Im alten Ortskern sind zahlreiche charakteristische Bauernhäuser im bernischen Landstil aus dem 18. und 19. Jahrhundert erhalten. Rüti bei Lyssach besitzt eine kleine Landkirche im spätromanischen Stil, die jedoch später mehrfach verändert wurde.